# Ecuación de Fokker-Planck

Evolución temporal de una solución de la ecuación de Fokker-Planck.

En mecánica estadística, la ecuación de Fokker–Planck es una ecuación diferencial parcial que describe la evolución temporal de la función de densidad de probabilidad de la velocidad de una partícula bajo la influencia de fuerzas de arrastre y fuerzas aleatorias, como en el movimiento browniano. La ecuación también puede generalizarse a otro tipo de variables. La ecuación se aplica a sistemas que pueden ser descritos por un pequeño número de "macrovariables", donde otros parámetros varían tan rápidamente con el tiempo que pueden ser tratados como "ruido" o una perturbación.
Fue nombrada en reconocimiento de Adriaan Fokker y Max Planck, y también es conocida como ecuación avanzada de Kolmogórov  (difusión) (por Andréi Kolmogórov, que la introdujo por primera vez en un artículo de 1931). Cuando se aplica a distribuciones de posición de partículas, es más conocida como ecuación de Smoluchowski. El caso de la difusión cero es conocido en mecánica estadística como ecuación de Liouville.
La primera derivación consistente de la ecuación de Fokker-Planck en el esquema sencillo de la mecánica clásica y cuántica fue realizado por los soviéticos Nikolay Bogoliubov y Nikolay Krylov.

## Historia
El primer uso de la ecuación de Fokker-Planck fue la descripción estadística del movimiento browniano de una partícula en el seno de un fluido. El movimiento browniano sigue la ecuación de Langevin, que puede resolverse para diferentes perturbaciones estocásticas, mediante resultados promediados. Sin embargo, como alternativa a este procedimiento, puede usarse la ecuación de Fokker-Planck y considerar una densidad de probabilidad en la velocidad y el tiempo, {\displaystyle f(\mathbf {v} ,t)}. Esta distribución de probabilidad dependiente del tiempo puede aún depender de un conjunto de N macrovariables {\displaystyle \ x_{i}}, de tal manera que el movimiento browniano en cuestión puede ser representado por una ecuación de Fokker-Planck de la forma:
| Símbolo               | Nombre                                            |
| --------------------- | ------------------------------------------------- |
| {\displaystyle D^{1}} | Término de arrastre, que viene dado por un vector |
| {\displaystyle D^{2}} | Término difusivo, que viene dado por una matriz   |

## Relación con las ecuaciones diferenciales estocásticas

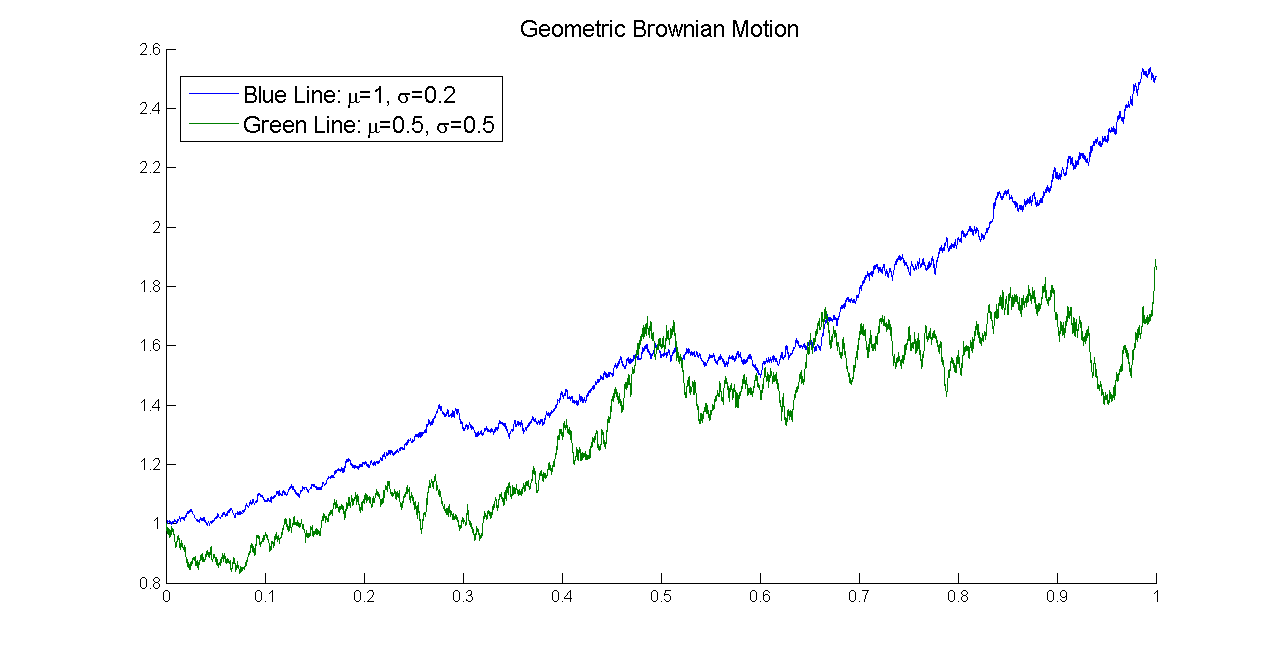
Dos soluciones estocásticas de la ecuación diferencial estocástica lineal de Itō, con diferentes parámetros: la línea azul presenta un arrastre mayor, mientras que la línea verde presenta una mayor varianza.

La ecuación de Fokker–Planck puede usarse para calcular la densidad de probabilidad asociada a una ecuación diferencial estocástica. Por ejemplo, a la ecuación diferencial de Itō:
| Símbolo                          | Nombre                                                  | Fórmula                                              |
| -------------------------------- | ------------------------------------------------------- | ---------------------------------------------------- |
| {\displaystyle \mathbf {X} _{t}} | Estado del sistema                                      | {\displaystyle \mathbf {X} _{t}\in \mathbb {R} ^{N}} |
| {\displaystyle \mathbf {W} _{t}} | Caracteriza un proceso de Wiener estándar M-dimensional | {\displaystyle \mathbf {W} _{t}\in \mathbb {R} ^{M}} |

Si la distribución inicial viene dada por {\displaystyle \mathbf {X} _{0}\sim f(\mathbf {x} ,0)}, entonces la densidad de probabilidad {\displaystyle f(\mathbf {x} ,t)} del estado {\displaystyle \mathbf {X} _{t}} viene dada por la ecuación de Fokker–Planck con el término de arrastre y el término de difusión dados por:

{\displaystyle D_{i}^{1}(\mathbf {x} ,t)=\mu _{i}(\mathbf {x} ,t)\qquad D_{ij}^{2}(\mathbf {x} ,t)={\frac {1}{2}}\sum _{k}\sigma _{ik}(\mathbf {x} ,t)\sigma _{kj}^{\mathsf {T}}(\mathbf {x} ,t).}

### Ejemplos
Un proceso de Wiener escalar generado por la ecuación diferencia estocástica:

{\displaystyle \ \mathrm {d} X_{t}=\mathrm {d} W_{t}.}

que tiene un término de arrastre nulo, un término y una matriz de difusión dada por el coeficiente 1/2, tiene una densidad de probabilidad dada por la siguiente ecuación de Fokker-Planck:

{\displaystyle {\frac {\partial f(x,t)}{\partial t}}={\frac {1}{2}}{\frac {\partial ^{2}f(x,t)}{\partial x^{2}}}}

que resulta ser precisamente la forma más sencilla posible de la ley de Fick para la difusión.